# Louisianne Corbin
Pour les articles homonymes, voir Corbin.
Louisianne Corbin est une joueuse internationale française de rink hockey.

## Parcours
Elle évolue à Quévert jusqu'en 2012, et reprend en 2013 à Mérignac. 
Elle est régulièrement sélectionnée en équipe nationale. 

## Palmarès
En 2019, elle participe au championnat du monde en Espagne. 